# Gustav Gerster

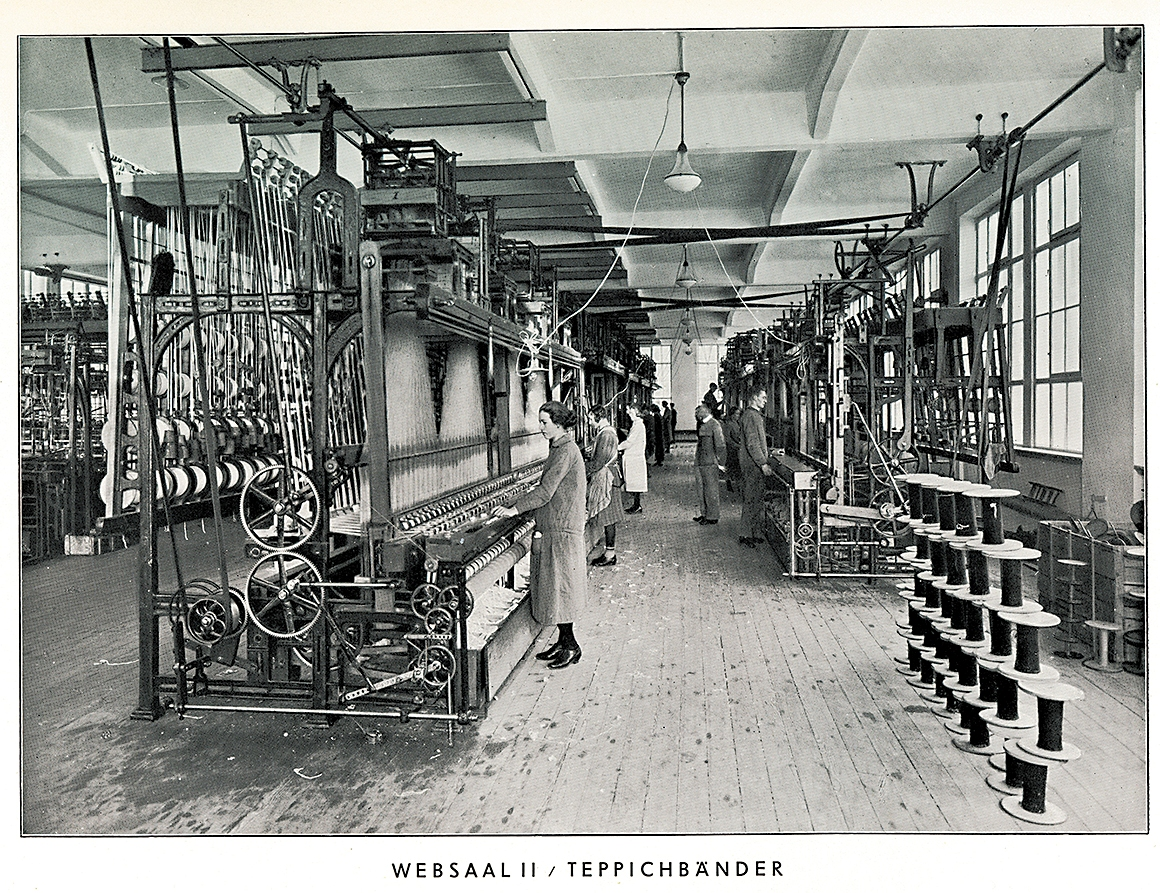
Websaal anno 1904

Die Gustav Gerster GmbH & Co. KG ist ein Familienunternehmen mit Hauptsitz in Biberach an der Riß und produziert Gardinenstoffe, Fertiggardinen, Gardinenbänder, Posamenten sowie Technische Textilien.

## Geschichte
Zunächst 1882 als kleiner Posamentierbetrieb gegründet, entwickelte sich das Unternehmen im Laufe der Zeit zum größten Posamentenwerk in Deutschland.
In den 1950er Jahren begann Gerster mit der Produktion von Gardinenbändern. Davon werden heute 40 Mio. Meter im Jahr gefertigt. In den 1980er-Jahren wurde die Gardinenproduktion aufgenommen. Seitdem ist die Angebotspalette darauf ausgerichtet, den kompletten Bedarf der Fensterdekoration mit gewebten, bedruckten und bestickten Gardinenstoffen, Fertiggardinen, Gardinenbändern sowie Posamenten und Raffhaltern abzudecken.
Im Jahr 2004 wurde beschlossen, den Geschäftsbereich Gerster TechTex, mit dem Schwerpunkt auf technischen Schmaltextilien, aufzubauen. Aktiver Einsatzbereich ist hier der Composite-Markt mit Verstärkungstextilien und Hilfsstoffen.
250 Mitarbeiter im Hauptsitz in Deutschland und im Tochterwerk in Polen (seit 1995) produzieren in den hauseigenen Produktionsabteilungen, darunter Breit- und Bandweberei, Stickerei und Quastenfertigung, hochwertige Artikel.
Im Jahr 2009 belegte Gerster beim BTH Heimtex / BBE-Kundenbarometer Deko und Gardine in zwei Kategorien (Zukunftsperspektiven und Lieferschnelligkeit) den ersten Platz und landete bei weiteren zehn Kategorien, u. a. Produktqualität, Preis-Leistungs-Verhältnis, Konditionen, Kulanz und Reklamationsbearbeitung, Vertriebspolitik und Fortschrittlichkeit, auf dem zweiten Platz.

## Produkte
- Gardinenstoffe (Gewebe, Stickereien, Gewirke, bedruckte Stoffe, Jacquards u. ä.)
- Fertiggardinen (Schlaufenschals, Raffrollos, Bistrogardinen u. ä.)
- Gardinenbänder
- Posamenten und Zubehör (dekorative Raffhalter und Schlüsselquasten, Kordeln, Fransen und Besätze)
- Technische Textilien (Schutzschläuche, hochfeste Bänder, Leuchttextilien, Leuchtbeton, Heiztextil)

## Karitatives
Vor 225 Jahren wurde erstmals ein Schützenbatzen von der Heiß´schen Stiftung an die Biberacher Schulkinder ausgegeben.
Diese schöne Tradition, den Schulkindern eine Freude zu bereiten, wurde von der Firma Gerster über mehrere Generationen bis zum heutigen Tag fortgesetzt.
Bedeutung, Herkunft und auch Übergabe an der Schule werden durch die seit dem letzten Jahr dazugekommene Grußkarte in Form eines Breviers aufgewertet und bilden an den Schulen einen schönen Einstieg in das Biberacher Schützenfest.
Neben dem Schützenbatzen unterstützt die Firma Gerster zusätzlich das Biberacher Schützenfest mit Spenden und Produkten des Unternehmens zur Kostüm-, Festzugs- und Theaterausstattung.